# Řídicí vůz Bfbrdtn794 ČD
Řídicí vůz řady Bfbrdtn794 (do 1. ledna 2009 řada 954) vznikl rekonstrukcí poštovního vozu řady Postw na osobní řídicí vůz. České dráhy je využívají především v soupravách s motorovými vozy řady 854. Rekonstrukce prvního vozu začala v roce 2004 (zprovozněn byl v roce 2006), od roku 2007 byly vozy modernizovány výhradně na řadu ABfbrdtn795 (původně 954.2).

## Konstrukce
Ke stavbě řídicích vozů řady Bfbrdtn794 byly použity nevyužívané čtyřnápravové poštovní vozy řady Postw (výrobce Vagónka Studénka), kterých měly ČD nadbytek[zdroj?] (dodány v letech 1984 a 1985 v počtu 200 kusů). Z původních vozů řady Postw zůstal zachován rám se spřahovacím a narážecím ústrojím, podvozky a částečně i střecha, bočnice vozu byly upraveny vsazením oken a dveří. Další úpravy se týkaly čel vozů: jedno bylo upraveno na průchozí, shodné s vozy klasické stavby, na druhém čele vzniklo neprůchozí stanoviště strojvedoucího shodné s předním stanovištěm motorového vozu řady 854. Interiér vozu byl rozdělen na zadní nástupní prostor, velkoprostorový oddíl pro cestující (se zásuvkami 230 V), přední nástupní prostor s kabinou WC, zavazadlový oddíl a kabinu strojvedoucího. Některé vozy byly vybaveny také plošinou pro přepravu cestujících na vozíku.

## Vývoj, výroba a provoz

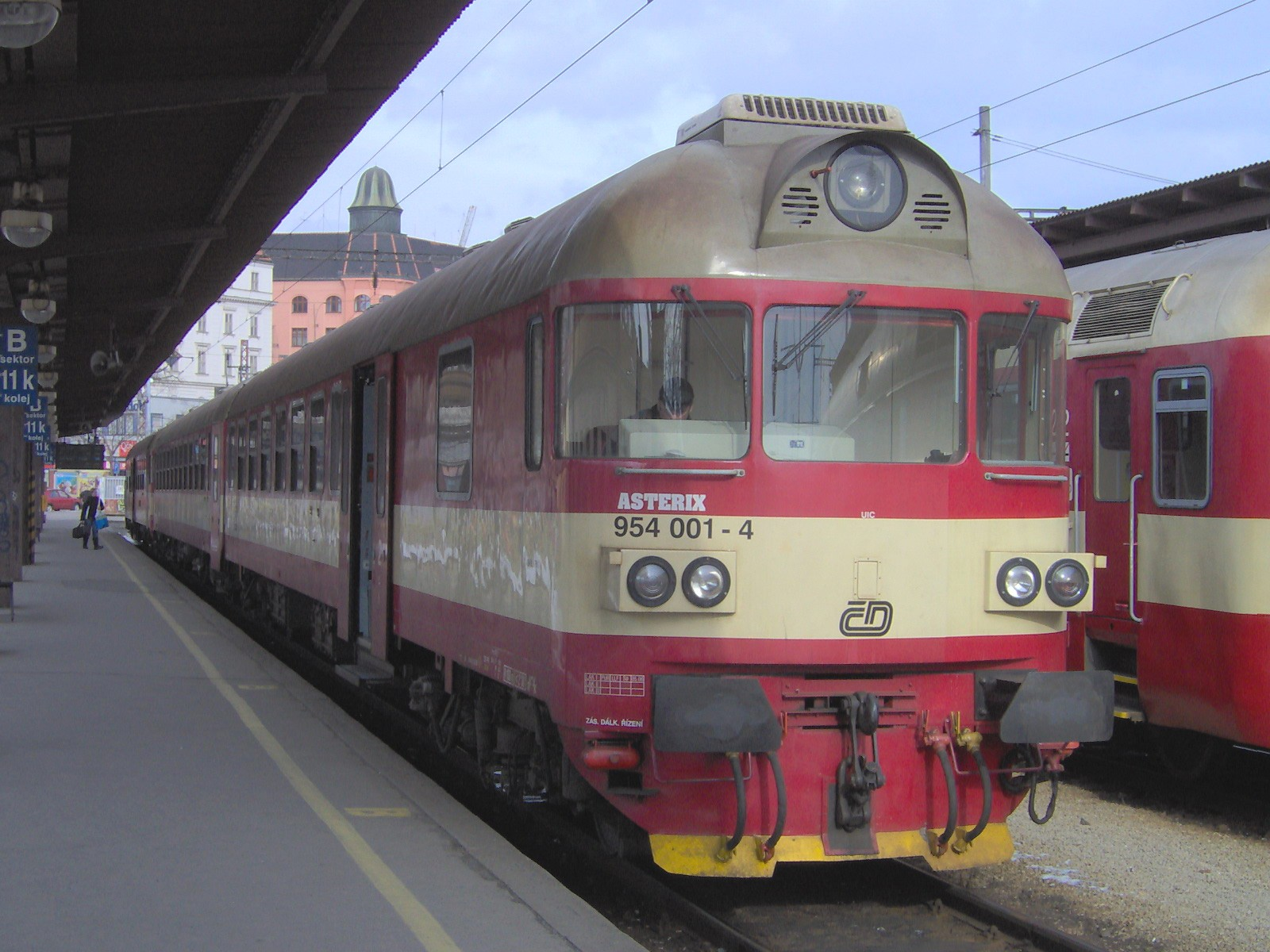
Prototyp řídicího vozu 954.001 v Brně

O vzniku řídicích vozů řady 954 bylo rozhodnuto v roce 2004, kdy ČD podepsaly smlouvu se šumperskou firmou Pars nova na vznik prototypu. Uvažovaly se varianty přestavby nejen poštovních vozů řady Postw, ale i přípojných vozů řady Btn755, tato varianta ale nebyla realizována. Práce na prvním prototypu se rozeběhly již ve druhé polovině roku 2004, na jaře 2005 ale byly přerušeny přednostním vývojem motorové jednotky řady 814. Stavba řídicího vozu byla obnovena v srpnu téhož roku a dokončený vůz 954.001 byl veřejnosti představen v červnu 2006, do provozu byl zařazen po různých zkouškách v září 2006. Do dubna 2007 jej následovalo dalších sedm vozů. Další vozy již byly rekonstruovány na řadu 954.2 (nyní ABfbrdtn795).
Řídicí vozy řady Bfbrdtn794 jsou určeny do vratných souprav s motorovými vozy řady 854, případně i vloženými vozy řad Bdtn756 a Bdtn757; v praxi však byly využívány především ve spojení s motorovými vozy řady 842. Všechny vozy řady Bfbrdtn794 totiž byly v roce 2015 dislokovány ve středisku údržby v Brně-Horních Heršpicích a s nimi byly nasazovány zejména na zastávkové osobní vlaky z Brna do Moravského Krumlova a Miroslavi. Je možné jejich spojení i s řadou 843, které ale téměř nikdy nebylo využito, jelikož řada Bfbrdtn794 sloužila a slouží v depech, kde nejsou umístěny vozy řady 843.[zdroj?] Prakticky byla zkoušena i komunikace a možnost provozu s upravenými lokomotivami řad 242 a 754, v pravidelném provozu byly v roce 2021 s lokomotivami 750.7 nasazovány na osobních vlacích mezi Prahou a Mladou Boleslaví, Mělníkem a Všetaty.

## Technické parametry
- počet míst k sezení/stání: 63/60
- délka přes nárazníky: 24 500 mm
- maximální rychlost: 120 km/h
- hmotnost: 40,2 t
- uspořádání pojezdu: 2’ 2’